# Uzbl
Uzbl é um navegador web escrito em C e GTK+. Ele é licenciado sob a GNU General Public License, 3ª edição (nenhuma versão posterior é aplicável), e não há uma versão estável atual.

## Atributos
O Usable usa o Webkit como seu mecanismo de layout, e a interface consiste em uma área de exibição de página da Web e uma barra de status de uma linha. Não existem menus principais, barras de ferramentas, barras de deslocamento ou GUIs de preferências como as encontradas nos navegadores Web tradicionais; todas as operações básicas são feitas através do teclado, e todas as definições, tais como ligações de teclas, configurações do menu do botão direito do rato e marcadores, são feitas através de um ficheiro de configuração ($HOME/.config/uzbl/config no Linux) que é criado no diretório home no primeiro arranque.